# Centothecoideae
Centothecoideae es una subfamilia de la familia Poaceae.
Las centotecoideas son una subfamilia pobremente estudiada. Está constituida por unas 30 especies distribuidas en 11 géneros que habitan selvas templadas cálidas a tropicales. Su característica más distintiva es la presencia de estilo en la flor y de epiblasto en el embrión. El número cromosómico básico más frecuente es x=12, aunque también hay géneros con x=11.

## Tribus y Géneros
- Tribu: Centotheceae
  - Géneros:Bromuniola - Calderonella - Centotheca - Chasmanthium - Chevalierella - Lophatherum - Megastachya - Orthoclada - Pohlidium - Zeugites

- Tribu: Thysanolaeneae
  - Géneros: Thysanolaena